# Киркси, Моррис
Моррис Киркси — американский легкоатлет и регбист. На олимпийских играх 1920 года в составе эстафеты 4×100 метров выиграл золотую медаль с мировым рекордом, а также занял 2-е место на дистанции 100 метров. Также на Олимпиаде 1920 года выступал в беге на 200 метров, на которой не смог выйти в финал. Через 2 недели после завершения легкоатлетической программы, он в составе сборной США по регби выиграл вторую золотую олимпийскую медаль. В 1921 году установил мировой рекорд в беге на 100 ярдов — 9,6. Включён в зал славы Стэнфордского университета.

## Биография
Будучи студентом Стэнфордского университета он выиграл чемпионат США среди студентов в беге на 100 ярдов в 1922 и 1923 годах. После окончания университета в 1922 году поступил в медицинский колледж Сент-Луиса. Большую часть своей жизни проработал психиатром в государственном департамента исполнения наказаний.